# Helping Mother (film 1914)
Helping Mother è un cortometraggio muto del 1914 diretto da Phillips Smalley e da Lois Weber che ne sono anche interpreti insieme a Beatrice Van e a Joe King. Il film, di genere drammatico, fu prodotto dalla Rex Motion Picture Company e distribuito attraverso la Universal Film Manufacturing Company.

## Trama
La famiglia di Agnes - suo marito, il bambino e sua madre - vive poveramente. Così, quando ad Agnes viene offerta l'occasione di riavere il suo vecchio lavoro di cameriera presso Beatrice Merrill, figlia di un ricco banchiere, decide di accettare. Beatrice, poi, intercede per lei per fare avere a suo marito Joe il posto di autista. Il signor Merrill vorrebbe che la figlia si fidanzasse con il suo segretario, un bravo giovane a cui si è molto affezionato, ma la ragazza lo trova poco interessante e preferisce imbarcarsi in una storia romantica proprio con il marito di Agnes, tanto che finisce per fuggire con lui. Suo padre, stroncato dal dolore, muore poco dopo, lasciando tutti i suoi beni in eredità al segretario.

Il segretario, che ha seguito tutta quella triste vicenda da spettatore, vorrebbe aiutare finanziariamente la povera Agnes, ma la sua offerta viene respinta. Si fa perciò amico del bambino di lei e, attraverso il piccolo, con una scusa, riesce a farle arrivare del denaro in maniera anonima. Intanto, Joe e Beatrice sono rimasti vittime di un tragico incidente: Joe è morto e Beatrice si trova in fin di vita in ospedale. Al segretario che va a trovarla, chiede di poter vedere Agnes per chiederle perdono. Dopo la morte di Beatrice, nasce un delicato sentimento tra Agnes e l'uomo che la protegge, una storia d'amore assecondata anche dal figlio di Agnes che avrà finalmente in lui un nuovo papà.

## Produzione
Il film fu prodotto dalla Rex Motion Picture Company.

## Distribuzione
Distribuito dalla Universal Film Manufacturing Company, il film - un cortometraggio in tre bobine - uscì nelle sale statunitensi il 10 settembre 1914.